# Messin’
Messin’ ist das dritte Musikalbum der britischen Rockband Manfred Mann’s Earth Band. Es wurde in den Maximum Studios in London aufgenommen und 1973 veröffentlicht.

## Das Album
Messin’ enthält die für die Earthband typische Mischung aus Coverversion und eigenen Titeln. Hier sind es Lieder von Bob Dylan, Dr. John und der australischen Band Chain. Mit deren Black and Blue über eine Chain Gang aus der australischen Geschichte covert die Earth Band einen authentischen australischen Blues. Das Titelstück wurde von Mike Hugg, der mit Manfred Mann zwei Jahre in der Jazzrockformation Chapter Three gespielt hatte, geschrieben. Eine Version des Lieds aus dieser Zeit erschien erst 2005 unter dem vollen Titel Messin’ Up the Land auf der Kompilation Odds & Sods – Mis-takes & Out-takes.
Das von Manfred Mann geschriebene Stück Cloudy Eyes war ursprünglich für ein nie vollendetes Musical bestimmt.

## Cover
Das Albumcover zeigt eine surrealistische Darstellung. Im Zentrum des Bildes sieht man eine Gestalt, die eine große Gasmaske trägt und die den größten Teil des Covers einnimmt. Die Gasmaske hat runde Augenfenster und einen zentralen Filterbereich. In dem zentralen Filterbereich der Maske ist ein Bild der Erde zu sehen. Der Hintergrund des Covers zeigt eine karge Wüstenlandschaft unter einem klaren blauen Himmel. Die Wüste ist weitläufig und verlassen. Oben auf dem Cover steht der Albumtitel in einer auffälligen, kantigen Schriftart. Unten rechts ist das Logo der Band in leuchtenden Farben und seinem kreisförmigen Design platziert.
Spätere Neuauflagen zeigen das gleiche Motiv, allerdings sind die Farben in der neuen Version sind etwas lebhafter und heller im Vergleich zur ersten Version. Die Gasmaske und der Hintergrund wirken insgesamt klarer und deutlicher. In der späteren Version gibt es einige Lichtreflexionen auf der linken Seite der Gasmaske, die im ursprünglichen Bild nicht zu sehen sind. Das Bild ist mehr weichgezeichnet.

## Rezeption
In Band 1 seiner Buchreihe Rock beschreibt das Magazin eclipsed das Album als das Eingrooven auf das nachfolgende Megawerk Solar Fire. Herausgehoben werden insbesondere die Titel Messin’, Buddah und Black and Blue. eclipsed vergibt für das Werk die mittlere Kategorie Qualitätskauf. Das Album landet in der Gesamtschau aller Manfred Mann’s Earth Band Alben hier auf Platz 10.
Robert Christgau gab dem Album die gute Bewertung A- und Buddah ist für ihn das religiöse Lied des Jahres trotz der Falschschreibung.
Bruce Eder von allmusic schreibt Manfred Mann würde auf Buddah in die Gefilde von Rick Wakeman und Keith Emerson vorstoßen, während der Rest der Band Deep Purple nacheifert. Er findet es erstaunlich, dass es trotz dieses Albums zwei Jahre und einen Bruce-Springsteen-Song gebraucht hatte, bis die Band wirklich bekannt wurde (mit dem Album Nightingales & Bombers bzw. dem Lied Spirits in the Night). Er gab dem Album vier von fünf möglichen Sternen.

## Titelliste
Seite 1
1. Messin’ (Mike Hugg) – 10:00
2. Buddah (Manfred Mann, Mick Rogers) – 7:00
3. Cloudy Eyes (Mann) – 5.30

Seite 2
1. Get Your Rocks Off (Bob Dylan) – 2:56
2. Sadjoy (Mann) – 5:24
3. Black and Blue (Barry Sullivan, Matt Taylor, Phil Manning, Barry Harvey) – 7:02
4. Mardi Gras Day (Dr. John Creaux) – 3:04

## US Version
Die US-amerikanische Ausgabe des Albums hat den Titel Get Your Rocks Off, eine andere Anordnung der Lieder und der Titel Black and Blue ist durch den Song Pretty Good von John Prine ersetzt. Die US-Version wurde außerdem bereits einen Monat vor der europäischen Version im Mai 1973 veröffentlicht. Die US-Version hat zudem eine andere Covergestaltung. Das Albumcover zeigt ein  komplexes Design, das mehrere Elemente kombiniert. Das zentrale Bild zeigt eine Überlagerung eines horizontal gespiegelten Fotonegativs einer nackten Frau in auf dem Boden sitzender Pose mit übereinandergeschlagenen Beinen. Die Farben sind intensiv, mit dominierenden Rot- und Blautönen. Auf der linken Seite des Covers befindet sich ein schwarzer Streifen, auf dem zweimal das Logo der Band zu sehen ist, einmal normal und einmal auf dem Kopf stehend. Zwischen den Logos steht in einer verschnörkelten Schrift der Titel des Albums.

## Weitere Musiker
- Laurie Baker: Geräte- und Zoogeräusche bei Messin’
- Liza Strike, Vicki Brown, Judith Powell, Ruby James: Hintergrundgesang